# Hirondelle de rochers
Ptyonoprogne rupestris
Espèce
Synonymes
- Hirundo rupestris

Statut de conservation UICN

 LC  : Préoccupation mineure
L'Hirondelle de rochers (Ptyonoprogne rupestris) est une espèce de passereaux de la famille des Hirundinidae, hôte des escarpements rocheux.
C'est une espèce monotypique (non subdivisée en sous-espèces), classée par certains auteurs dans le genre Hirundo.

## Description
Son plumage entièrement sombre la caractérise, avec de larges ailes brunes, un dos un peu plus clair et surtout le dessous du corps foncé.

## Habitat et répartition

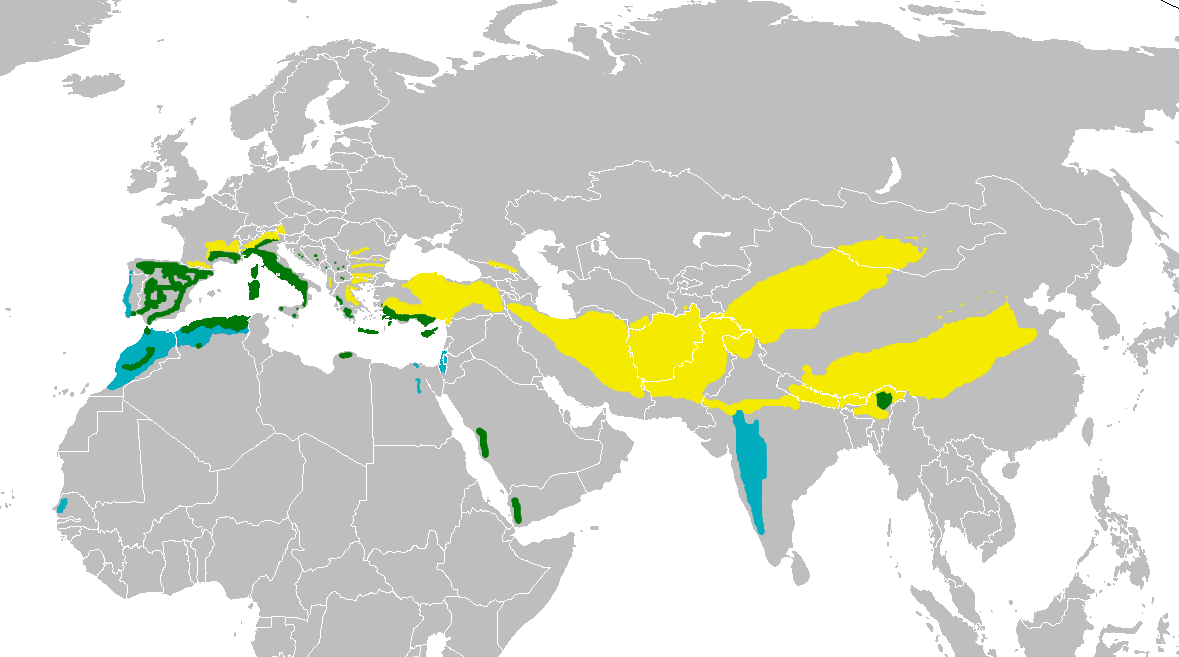
Aire de répartition de l'hirondelle de rochers

L’hirondelle de rochers se reproduit dans les montagnes de la péninsule ibérique, au nord-ouest de l'Afrique, au sud de l'Europe, dans le golfe Persique, dans l'Himalaya et jusqu'au sud-ouest et au nord-est de la Chine.  
Les populations du nord sont migratrices, puisqu’elles hivernent en Afrique du Nord, au Sénégal, en Éthiopie et dans la vallée du Nil. Cependant, quelques spécimens européens restent au nord de la Méditerranée. Après la saison des amours, les individus asiatiques quant à eux se déplacent vers le sud de la Chine, l'Inde et le Moyen-Orient, à des altitudes plus basses.
Les hirondelles de rochers vivent dans une zone où il fait 20 °C en juillet et ont besoin d'une température d'environ 15 °C pour hiverner, conditions nécessaires à la satisfaction de leurs besoins alimentaires, pour qu'il y ait suffisamment insectes.  
Cette espèce est rare partout au nord de son aire de reproduction. Par exemple, il n'existe que huit signalements au Royaume-Uni, aucun en Irlande et le premier en Suède est relativement récent, il date de 1996. Au sud des zones où elle hiberne normalement, l’hirondelle de rochers a été vue en Gambie.

## Protection
L'Hirondelle de rochers bénéficie d'une protection totale sur le territoire français depuis l'arrêté du 17 avril 1981 fixant la liste des oiseaux protégés sur l'ensemble du territoire, abrogé et remplacé par l'arrêté du 29 octobre 2009 fixant la liste des oiseaux protégés sur l'ensemble du territoire et les modalités de leur protection. Il est donc interdit de la détruire, la mutiler, la capturer ou l'enlever, de la perturber intentionnellement ou de la naturaliser, ainsi que de détruire ou enlever les œufs et les nids, et de détruire, altérer ou dégrader son milieu. Qu'elle soit vivante ou morte, il est aussi interdit de la transporter, colporter, de l'utiliser, de la détenir, de la vendre ou de l'acheter.

## Galerie d'images

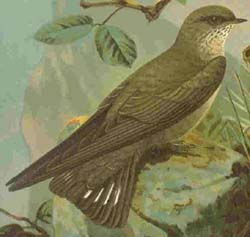
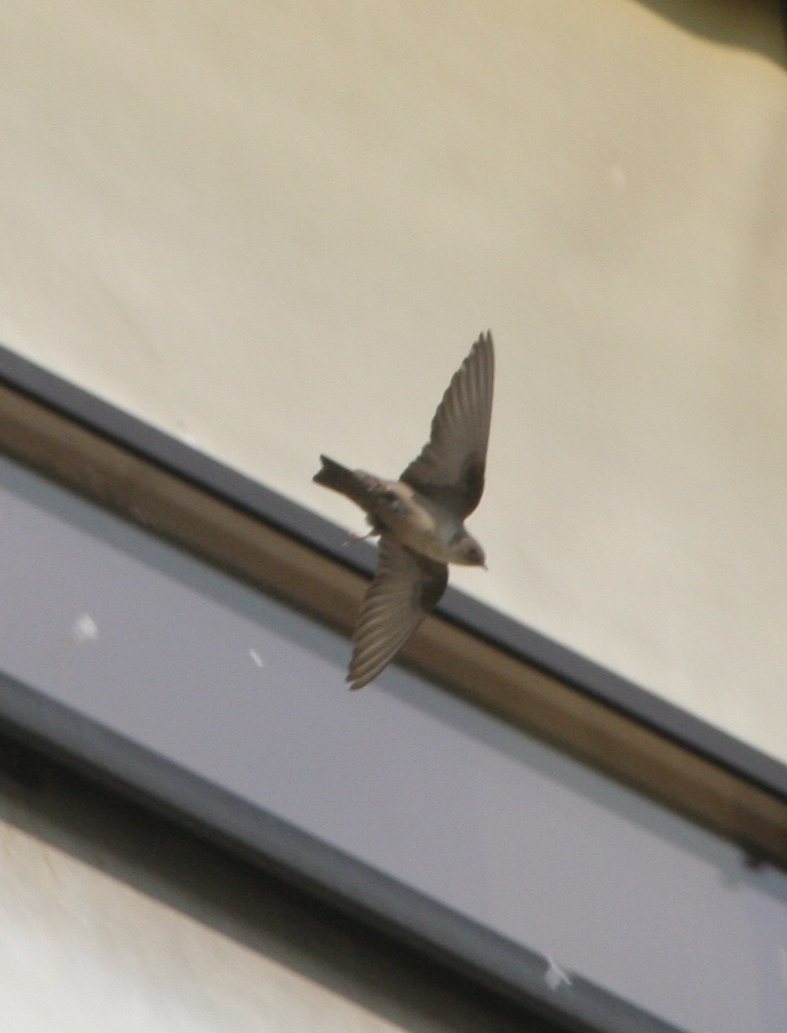
Hirondelle de rochers à Innsbruck
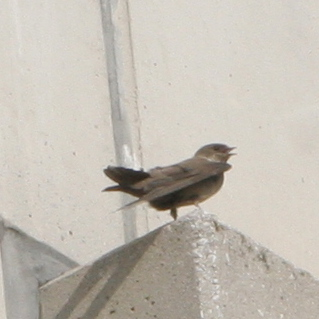
Hirondelle de rochers à l'université d'Innsbruck
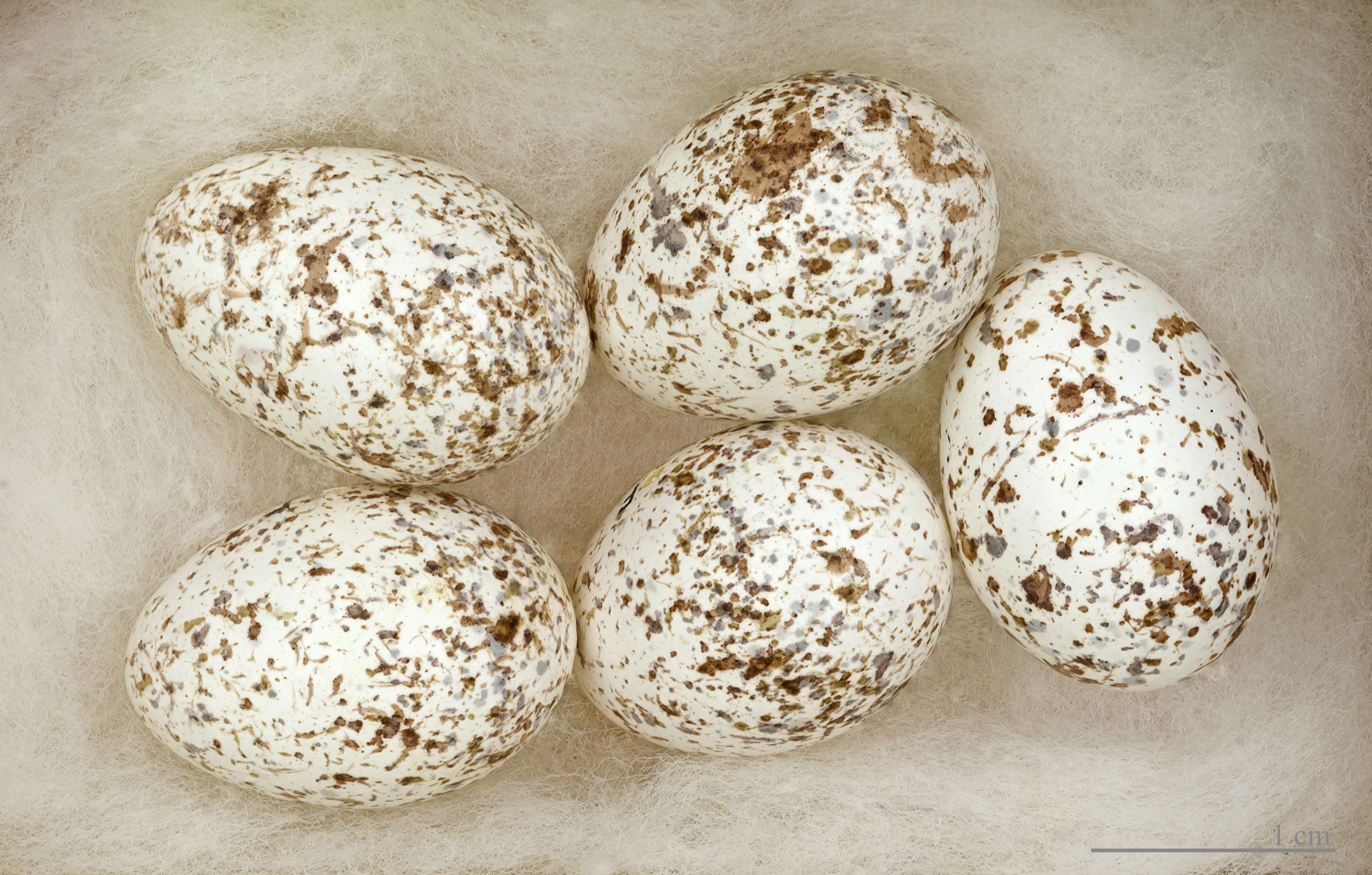
Œufs de  Ptyonoprogne rupestris  - Muséum de Toulouse